# La locanda della maladolescenza
La locanda della maladolescenza è un film del 1980 diretto da Bruno Gaburro (accreditato come Marco Sole).